# Vittabotys
Vittabotys is een vooralsnog monotypisch geslacht van vlinders uit de familie van de grasmotten (Crambidae). De wetenschappelijke naam van deze soort is voor het eerst voorgesteld door Eugene Gordon Munroe en Akira Mutuura in een publicatie uit 1970.
De typesoort en enige soort van het geslacht is Vittabotys mediomaculalis Munroe & Mutuura, 1970